# Campeonato Uruguayo de Primera División 1907
El Campeonato Uruguayo 1907 constituyó el séptimo torneo de Primera División del fútbol uruguayo organizado por la AUF.
El torneo contó con seis participantes y consistió en un campeonato a dos ruedas de todos contra todos, coronando campeón al Central Uruguay Railway Cricket Club de forma invicta. Esta edición marcó el debut del River Plate Football Club el cual ascendió desde Segunda División de la temporada anterior (el primer ascenso de la historia). 
River Plate debió obtener el título de Segunda División tres veces consecutivas para lograr ser aceptado a competir en la máxima competencia: ganó los torneos de 1903, 1905 y 1906 (en 1904 no hubo torneo por la guerra civil), y recién de esta manera el equipo fue autorizado a disputar por primera vez la Primera División en 1907.

## Equipos participantes

### Relevos temporada anterior
| Club        | Incorporado como               |
| ----------- | ------------------------------ |
| River Plate | Tricampeón de Segunda División |

### Datos de los equipos
| Club                 | Ciudad     | Estadio                | Capacidad | Fundación                | Temporadas | Temporadas Consecutivas | Títulos | 1906 |
| -------------------- | ---------- | ---------------------- | --------- | ------------------------ | ---------- | ----------------------- | ------- | ---- |
| CURCC                | Montevideo | Field de Villa Peñarol | 3.870     | 28 de septiembre de 1891 | 6          | 6                       | 3       | 2°   |
| Intrépido            | Montevideo | Punta Carretas         |           |                          | 1          | 1                       | -       | 5°   |
| Montevideo           | Montevideo | Gran Parque Central    | 7.000     | 23 de mayo de 1897       | 6          | 6                       | -       | 4°   |
| Nacional             | Montevideo | Gran Parque Central    | 7.000     | 14 de mayo de 1899       | 5          | 5                       | 2       | 3°   |
| River Plate          | Montevideo |                        |           | 1897                     | -          | -                       | -       | -    |
| Montevideo Wanderers | Montevideo | Belvedere              | 7.780     | 15 de agosto de 1902     | 3          | 3                       | 1       | 1°   |

Notas: Los datos estadísticos corresponden a los campeonatos uruguayos oficiales. Las fechas de fundación son las declaradas por cada club. La columna «Estadio» refleja el estadio donde el equipo más veces juega de local, pero no indica que sea su propietario. Véase también: Estadios de fútbol de Uruguay.

## Tabla de posiciones
|  | Pos. | Equipos              |  | PJ | PG | PE | PP | GF | GC | Dif. | Pts. |
|  | ---- | -------------------- |  | -- | -- | -- | -- | -- | -- | ---- | ---- |
|  | 1    | CURCC                |  | 10 | 7  | 3  | 0  | 29 | 8  | +21  | 17   |
|  | 2    | Montevideo Wanderers |  | 10 | 4  | 5  | 1  | 25 | 5  | +20  | 13   |
|  | 3    | River Plate F. C.    |  | 10 | 5  | 2  | 3  | 13 | 10 | +3   | 12   |
|  | 4    | Nacional             |  | 9  | 3  | 4  | 2  | 21 | 7  | +14  | 10   |
|  | 5    | Montevideo           |  | 9  | 1  | 2  | 6  | 5  | 24 | -19  | 4    |
|  | 6    | Intrépido            |  | 10 | 1  | 0  | 9  | 5  | 44 | -39  | 2    |

|  | Campeón Uruguayo. |

El partido Montevideo - Nacional no fue disputado.
|                                         |
| Uruguay                                 |
| Campeón Uruguayo 1907 CURCC 4.to título |